# Parque nacional de Yok Đôn
El Parque nacional de Yok Don (en vietnamita: Vườn quốc gia Yok Don) es un parque nacional situado en el distrito de Buôn Đôn, provincia de Dak Lak, Tây Nguyên de Vietnam, a 40 km al oeste de la ciudad de Buôn Ma Thuột. El parque fue establecido en 1986 para proteger 582 km² de área biológica de los bosques de tierras bajas khộp. La superficie total es de 1155,45 km² (sin incluir una zona de amortiguamiento de 1138,9 kilómetros cuadrados). Limita con el Santuario de la vida salvaje Sre Pok (Camboya) al oeste y forma parte del que quizás es el mayor complejo de áreas protegidas en el sudeste de Asia.